# Joseph Morgan
Joseph Morgan (geboren als Joseph Martin; Swansea, 16 mei 1981) is een Brits acteur.
Hij debuteerde in de televisieserie Hex als Troy. Hij speelde hybrid (Ni)Klaus Mikaelson in de serie The Originals, The Vampire Diaries. In de film Immortals (2011) is Morgan te zien als Lysander.
Daarnaast speelt hij de rol van William Price in de verfilming van "Mansfield Park" (2007).
Ook speelt hij in zijn eigen nieuwe serie "The Originals", een spin-off van The Vampire Diaries, waarin hij wederom (Ni)Klaus Mikaelson speelt en terugkeert naar de stad New Orleans, die hij lang geleden gebouwd heeft, maar heeft moeten verlaten nadat hij op de hielen gezeten werd door Mikael, zijn vader. Hij wil de stad heropbouwen voor zijn dochtertje Hope.
- Bibliothèque nationale de France: cb169686727 (data)
- Gemeinsame Normdatei: 1129194000
- International Standard Name Identifier: 0000 0004 5100 7368
- Library of Congress Control Number: no2016110698
- Nederlandse Thesaurus van Auteursnamen: 387123377
- Virtual International Authority File: 316738389
- WorldCat: E39PBJgX9k9YCdTRbxR7qRbKh3